# Diagrama de repartição eleitoral

Diagrama de distribuição eleitoral semicircular

Um diagrama de repartição eleitoral ou diagrama de distribuição eleitoral é a representação gráfica dos resultados eleitorais e das cadeiras em um órgão legislativo ou plenário. O gráfico também pode ser usado para representar dados de maneira fácil de entender, por exemplo, agrupando partidos aliados.

## Contexto
Os votos em uma eleição são frequentemente representados usando gráficos de barras ou gráficos circulares, geralmente etiquetados com a porcentagem ou número de votos correspondente. A distribuição de cadeiras entre os partidos em um corpo legislativo segue um conjunto de regras definido, único para cada corpo legislativo. Por exemplo, o Senado da Virgínia diz:
O Secretário do Senado, após a eleição dos Senadores, deve atribuir as mesas aos Senadores individuais, com os Senadores eleitos como membros do partido majoritário no Senado na área da câmara começando pelo lado norte da câmara até que todas essas mesas tenham sido atribuídas, e então os Senadores eleitos como membros do partido minoritário no Senado, e então qualquer Senador não eleito como membro dos dois principais partidos políticos.

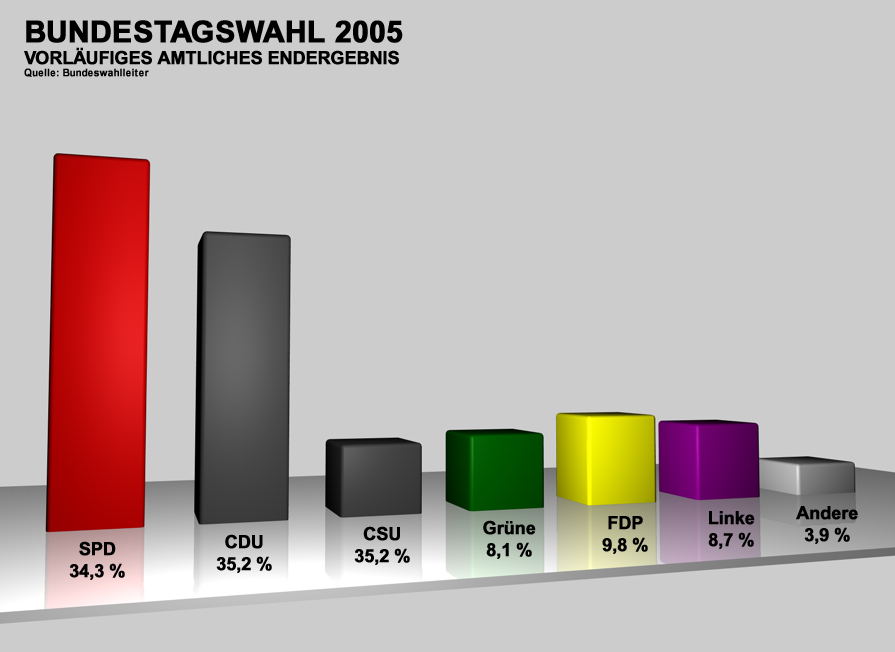
Eleição para o Bundestag em 2005

Em vez de usar um gráfico de barras ou circular, a distribuição das cadeiras entre os partidos em um corpo legislativo, como um parlamento, pode ser representada de maneira mais clara exibindo os representantes individuais de cada partido como pontos em um padrão, porque o número de representantes também é significativo e é facilmente compreendido visualmente. Os pontos são tipicamente codificados de acordo com a cor política dos respectivos partidos. Tradicionalmente, isso era apresentado como um gráfico de assentos de um salão plenário, mas também pode ser representado de forma mais abstrata, que corresponde de maneira mais solta ao arranjo dos assentos em um legislativo, por exemplo, uma forma de gráfico de meia rosca como uma representação abstrata de um hemiciclo, ou uma representação estilizada do Parlamento de Westminster, mostrando o governo, a oposição, o presidente e os membros independentes. Na Alemanha, a ordem das barras geralmente corresponde da esquerda para a direita à colocação dos partidos na eleição anterior e, portanto, baseia-se na ordem dada na cédula eleitoral, que é regulamentada na Seção 30 da Lei Eleitoral Federal [de].
Esses gráficos também podem ser usados para representar dados de forma compreensível. Um exemplo disso são as respostas dos políticos aos tiroteios em Orlando.

## Galeria

Representação simplificada da Câmara dos Lordes, mostrando governo, oposição, bancada independente e presidente, sem ser uma representação precisa do layout dos assentos.
Representação estilizada em forma de U destinada a representar o layout da Assembleia da Irlanda do Norte.
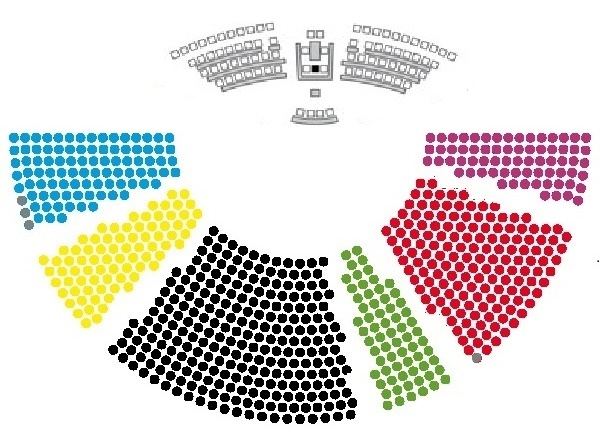
Um diagrama de distribuição eleitoral que reflete de perto o layout real dos assentos do Bundestag.